# Evangelický kostel (Boskovice)
Evangelický kostel v Boskovicích je kostelem sboru Českobratrské církve evangelické. Pochází z roku 1941, kdy jej na vlastní náklad nechala zbudovat Českobratrská obec. Ode dne 10. prosince 1996 je zapsán v Rejstříku kulturních památek Ministerstva kultury České republiky.